# گو لی (جودوکار)
گو لی (انگلیسی: Guo Lei؛ زادهٔ ۲۶ آوریل ۱۹۸۲) جودوکار اهل چین بود. وی در بازی‌های المپیک تابستانی ۲۰۰۸ شرکت کرده‌است.